# Llista de Presidents d'Itàlia
Aquesta és la llista de Presidents de la República italiana amb el títol de Presidente della Repubblica des del 1948.

## Presidents d'Itàlia
| Núm  | Nom                  |                      | Ocupa el càrrec        | Deixa el càrrec        | Partit            |
| ---- | -------------------- | -------------------- | ---------------------- | ---------------------- | ----------------- |
| I    | Enrico De Nicola     | Enrico De Nicola     | 29 de juny de 1946     | 11 de maig de 1948     | PLI               |
| II   | Luigi Einaudi        | Luigi Einaudi        | 11 de maig de 1948     | 11 de maig de 1955     | PLI               |
| III  | Giovanni Gronchi     | Giovanni Gronchi     | 11 de maig de 1955     | 11 de maig de 1962     | DC                |
| IV   | Antonio Segni        | Antonio Segni        | 11 de maig de 1962     | 6 de desembre de 1964  | DC                |
| V    | Giuseppe Saragat     | Giuseppe Saragat     | 28 de desembre de 1964 | 24 de desembre de 1971 | PSDI              |
| VI   | Giovanni Leone       | Giovanni Leone       | 24 de desembre de 1971 | 15 de juny de 1978     | DC                |
| VII  | Alessandro Pertini   | Alessandro Pertini   | 8 de juliol de 1978    | 23 de juny de 1985     | PSI               |
| VIII | Francesco Cossiga    | Francesco Cossiga    | 23 de juny de 1985     | 28 d'abril de 1992     | DC                |
| IX   | Oscar Luigi Scalfaro | Oscar Luigi Scalfaro | 25 de maig de 1992     | 15 de maig de 1999     | DC (fins al 1994) |
| X    | Carlo Azeglio Ciampi | Carlo Azeglio Ciampi | 18 de maig de 1999     | 18 de maig de 2006     | Sense partit      |
| XI   | Giorgio Napolitano   | Giorgio Napolitano   | 18 de maig de 2006     | 14 de gener de 2015    | DS (fins al 2007) |
| XII  | Sergio Mattarella    | Sergio Mattarella    | 3 de febrer de 2015    |                        | Sense partit      |